# El Carmelito
El Carmelito är en ort i Mexiko.   Den ligger i kommunen Venustiano Carranza och delstaten Chiapas, i den sydöstra delen av landet, 800 km öster om huvudstaden Mexico City. El Carmelito ligger 983 meter över havet och antalet invånare är 322.
Terrängen runt El Carmelito är lite bergig. Runt El Carmelito är det ganska tätbefolkat, med 52 invånare per kvadratkilometer. Närmaste större samhälle är Venustiano Carranza, 12,3 km väster om El Carmelito. Omgivningarna runt El Carmelito är en mosaik av jordbruksmark och naturlig växtlighet.